# El Rincón de la Candelaria
El Rincón de la Candelaria är en ort i Mexiko, tillhörande kommunen Atlacomulco i den nordvästra delen av delstaten Mexiko, i den centrala delen av landet. Orten hade 1 600 invånare vid folkräkningen 2010.